# Mitch Kupchak
Mitchell William „Mitch” Kupchak (ur. 24 maja 1954 w Hicksville) – amerykański koszykarz polskiego pochodzenia, silny skrzydłowy, działacz NBA, mistrz olimpijski z Montrealu oraz trzykrotny NBA, obecnie generalny menedżer oraz prezes do spraw operacji koszykarskich w klubie Charlotte Hornets.
Mierzący 206 cm wzrostu koszykarz studiował na Uniwersytecie Karoliny Północnej w Chapel Hill. Do NBA został wybrany z 13. numerem w drafcie w 1976 przez Washington Bullets. Grał w tym zespole przez pięć sezonów, w pierwszym został wybrany do pierwszej piątki debiutantów ligi, a w 1978 zdobył pierścień mistrzowski. W 1981 został zawodnikiem Los Angeles Lakers, gdzie grał także przez pięć lat. W tym czasie miał kłopoty z kontuzjami, był jednak w składzie ekipy, która sięgała po tytuły mistrzowskie.
Po zakończeniu kariery został asystentem Jerry'ego Westa, generalnego menadżera Lakers. Po odejściu Westa z organizacji (2000) objął to stanowisko. Najgłośniejsze podjęte przez niego decyzje to oddanie Shaquille'a O'Neala w 2004 do Miami Heat, a także ściągnięcie Pau Gasola (2008) oraz Dwighta Howarda w 2012.

## Osiągnięcia

### NCAA
- Uczestnik rozgrywek:
  - Sweet 16 turnieju NCAA (1975)
  - NCAA (1975, 1976)
- Mistrz:
  - turnieju konferencji Atlantic Coast (ACC – 1975)
  - sezonu regularnego ACC (1976)
- Zawodnik Roku konferencji ACC (1976)[2]
- Wybrany do:
  - I składu ACC (1975, 1976)
  - II składu All-American (1976)[3]

### NBA
- 3-krotny mistrz NBA (1978, 1982, 1985)[4]
- 3-krotny wicemistrz NBA (1979, 1983, 1984)[4]
- Wybrany do I składu debiutantów NBA (1977)[5]

### Reprezentacja
- Mistrz:
  - olimpijski (1976)[6]
  - uniwersjady (1973)[7]